# Сідмут
Сідмут (англ. Sidmouth) — місто і громада в Іст-Девонському районі англійського графства Девон, на узбережжі затоки Лайм в Англійській протоці. Місто розташоване в гирлі річки Сід, від якої і бере свою назву, яка означає «місто в гирлі річки Сід». Назва річки у свою чергу походить від давн-англ. sīd — широкий.

## Клімат
| Клімат Сідмута (1990–донині)               | Клімат Сідмута (1990–донині) | Клімат Сідмута (1990–донині) | Клімат Сідмута (1990–донині) | Клімат Сідмута (1990–донині) | Клімат Сідмута (1990–донині) | Клімат Сідмута (1990–донині) | Клімат Сідмута (1990–донині) | Клімат Сідмута (1990–донині) | Клімат Сідмута (1990–донині) | Клімат Сідмута (1990–донині) | Клімат Сідмута (1990–донині) | Клімат Сідмута (1990–донині) | Клімат Сідмута (1990–донині) |
| Показник                                   | Січ.                         | Лют.                         | Бер.                         | Квіт.                        | Трав.                        | Черв.                        | Лип.                         | Серп.                        | Вер.                         | Жовт.                        | Лист.                        | Груд.                        |                              |
| Абсолютний максимум, °C                    | 13                           | 13                           | 16                           | 22                           | 23                           | 26                           | 28                           | 26                           | 22                           | 20                           | 17                           | 14                           |                              |
| Середній максимум, °C                      | 8,9                          | 8,8                          | 10,8                         | 12,8                         | 15,9                         | 18,5                         | 20,5                         | 20,5                         | 18,5                         | 15,2                         | 11,9                         | 9,4                          |                              |
| Середній мінімум, °C                       | 3,3                          | 2,9                          | 4,3                          | 5,3                          | 8,5                          | 11,1                         | 13,2                         | 13,1                         | 11,1                         | 8,8                          | 5,8                          | 3,7                          |                              |
| Абсолютний мінімум, °C                     | −2                           | −5                           | −5                           | 0                            | 3                            | 8                            | 11                           | 8                            | 6                            | 5                            | 1                            | 0                            |                              |
| Середня кількість сонячних годин на місяць | 67,7                         | 84,6                         | 119,1                        | 168,6                        | 191,0                        | 197,4                        | 213,7                        | 198,1                        | 145,2                        | 110,2                        | 81,9                         | 60,1                         |                              |
| Днів з дощем                               | 13,1                         | 10,4                         | 11,4                         | 10,2                         | 9,6                          | 7,9                          | 7,7                          | 8,7                          | 8,6                          | 12,6                         | 12,7                         | 13,1                         |                              |
| ------------------------------------------ | ---------------------------- | ---------------------------- | ---------------------------- | ---------------------------- | ---------------------------- | ---------------------------- | ---------------------------- | ---------------------------- | ---------------------------- | ---------------------------- | ---------------------------- | ---------------------------- | ---------------------------- |